# Arta Insulelor Cook
Sculptarea lemnului este o formă de artă comună în Insulele Cook, sculptarea în piatră fiind mult mai rară. Proximitatea insulelor în grupul de sud a ajutat la apariția unui stil omogen de sculptură, dar care are o dezvoltare diferită în fiecare insulă.